# Periballia
Periballia és un gènere de plantes de la família de les poàcies, ordre de les poals, subclasse de les commelínides, classe de les liliòpsides, divisió dels magnoliofitins.

## Taxonomia
- P. involucrata (Cav.) Janka

(vegeu-ne una relació més exhaustiva a Wikispecies)

## Sinònims
Molinerella Rouy, 
Molineria Parl., 
Molineriella Rouy.